# Route européenne 501
Pour les articles homonymes, voir E501 et Route 501.
La route européenne 501 est une route reliant Le Mans à Angers.
Elle est jumelée avec l'autoroute A11.